# Nguyễn Hữu Thông
Nguyễn Hữu Thông (sinh ngày 25 tháng 11 năm 1981) là Đại biểu Quốc hội nước Cộng hòa xã hội chủ nghĩa Việt Nam. Ông hiện là Tỉnh ủy viên, Phó Trưởng Đoàn Đại biểu Quốc hội chuyên trách tỉnh Bình Thuận, Ủy viên Ủy ban Tư pháp của Quốc hội, Đại biểu Quốc hội khóa XV từ Bình Thuận, Ủy viên Ban Thường vụ Hội Luật gia tỉnh Bình Thuận. Ông từng là Bí thư Đảng ủy, Giám đốc Sở Tư pháp tỉnh Bình Thuận.
Nguyễn Hữu Thông là đảng viên Đảng Cộng sản Việt Nam, học vị Thạc sĩ Luật hình sự, Cao cấp lý luận chính trị. Ông có sự nghiệp đều công tác ở tỉnh Bình Thuận.

## Xuất thân và giáo dục
Nguyễn Hữu Thông sinh ngày 25 tháng 11 năm 1981 tại xã Tân Hải, thị xã La Gi, tỉnh Bình Thuận, quê quán tại phường Phú Hài, thành phố Phan Thiết, tỉnh Bình Thuận. Ông lớn lên và tốt nghiệp phổ thông ở Phan Thiết, thi đại học và đỗ Trường Đại học Luật Thành phố Hồ Chí Minh, theo học và tốt nghiệp Cử nhân Luật, sau đó tiếp tục học cao học và nhận bằng Thạc sĩ Luật chuyên ngành luật hình sự và tố tụng hình sự. Ông được kết nạp Đảng Cộng sản Việt Nam vào ngày 8 tháng 1 năm 2009, trở thành đảng viên chính thức sau đó 1 năm, từng theo học các khóa chính trị ở Học viện Chính trị Quốc gia Hồ Chí Minh và tốt nghiệp Cao cấp lý luận chính trị. Hiện ông thường trú ở phường Phú Thủy, thành phố Phan Thiết.

## Sự nghiệp
Tháng 4 năm 2004, sau khi tốt nghiệp trường Luật Thành phố Hồ Chí Minh, Nguyễn Hữu Thông trở lại Bình Thuận, được tuyển dụng công chức vào Ủy ban nhân dân tỉnh Bình Thuận, bổ nhiệm làm Chuyên viên Thanh tra tỉnh Bình Thuận. Sau 2 năm công tác ở Thanh tra tỉnh, vào tháng 10 năm 2006, ông được điều chuyển sang Văn phòng Ủy ban nhân dân tỉnh, là Chuyên viên. Ông công tác ở văn phòng hơn 10 năm 2006–2017, lần lượt là Phó Trưởng phòng rồi Trưởng phòng Nội chính pháp chế của Văn phòng, đồng thời cũng là Ủy viên Ban Chấp hành Đảng bộ Văn phòng Ủy ban nhân dân tỉnh, Ủy viên Ban Chấp hành Đoàn khối các cơ quan tỉnh, Bí thư Đoàn cơ sở cơ quan Văn phòng, và Ủy viên Ban Chấp hành Tỉnh đoàn Bình Thuận. Tháng 8 năm 2017, ông nhậm chức Phó Bí thư Chi bộ, Phó Giám đốc Sở Tư pháp, được giao nhiệm vụ phụ trách Sở Tư pháp từ tháng 6 năm 2020. Bên cạnh đó, ông tham gia tổ chức xã hội, là Ủy viên Ban Thường vụ Hội Luật gia tỉnh Bình Thuận.
Tháng 10 năm 2020, tại Đại hội Đảng bộ tỉnh Bình Thuận lần thứ XIV, nhiệm kỳ 2020–2025, Nguyễn Hữu Thông được bầu vào Ban Chấp hành Đảng bộ tỉnh, sau đó được bổ nhiệm làm Giám đốc Sở Tư pháp từ tháng 1 năm 2021. Trong năm này, với sự giới thiệu của Ủy ban Mặt trận Tổ quốc tỉnh, ông tham gia ứng cử đại biểu Quốc hội từ Bình Thuận, tại đơn vị bầu cử số 2 gồm thành phố Phan Thiết, huyện Hàm Thuận Bắc, Hàm Thuận Nam, Hàm Tân, rồi trúng cử Đại biểu Quốc hội khóa XV với tỷ lệ 64,36%. Ngày 23 tháng 7 năm này, ông được phê chuẩn làm Phó Trưởng Đoàn Đại biểu Quốc hội chuyên trách tỉnh Bình Thuận, Ủy viên Ủy ban Tư pháp của Quốc hội.